# Kravarsko
Kravarsko es un municipio de Croacia en el condado de Zagreb.

## Geografía
Se encuentra a una altitud de 226 m s. n. m. a 32,5 km de la capital nacional, Zagreb.

## Demografía
En el censo 2011, el total de población del municipio fue de 1993 habitantes, distribuidos en las siguientes localidades:
- Barbarići Kravarski - 201
- Čakanec - 68
- Donji Hruševec - 332
- Gladovec Kravarski - 200
- Gornji Hruševec - 240
- Kravarsko - 563
- Novo Brdo - 77
- Podvornica - 117
- Pustike - 156
- Žitkovčica - 39